# Stalingrad (roman)
Pour les articles homonymes, voir Stalingrad (homonymie).
Stalingrad (titre original : Stalingrad) est un roman de l'écrivain allemand Theodor Plievier, paru en 1945. Il constitue le deuxième tome de la trilogie qu'a consacrée l'écrivain aux combats sur le Front de l'Est durant la Seconde Guerre mondiale, situé entre Moscou et Berlin. 

## Résumé
Sous une forme réaliste et dramatique, Plievier présente la chute de la 6e Armée au cours de la bataille de Stalingrad. Il expose notamment les souffrances des soldats de première ligne, des blessés et le contraste avec la vie des officiers de l'état-major du Generalfeldmarschall Friedrich Paulus. Les déboires qu'entraînèrent les ordres indiscutables comme "interdit de capituler !" („Kapitulation ausgeschlossen!“) ou "plutôt se faire tuer sur place que reculer !" („Wo ihr steht, da bleibt ihr!“) sont exposés sans détour et font de l'œuvre un plaidoyer contre la guerre. Le point de vue adopté par l'auteur demeure néanmoins braqué sur l'armée allemande, et ne prend pas position quant au sort des Soviétiques, seulement présentés comme étant les ennemis contre qui l'on essaye de survivre.